# Martha Schneider-Bürger

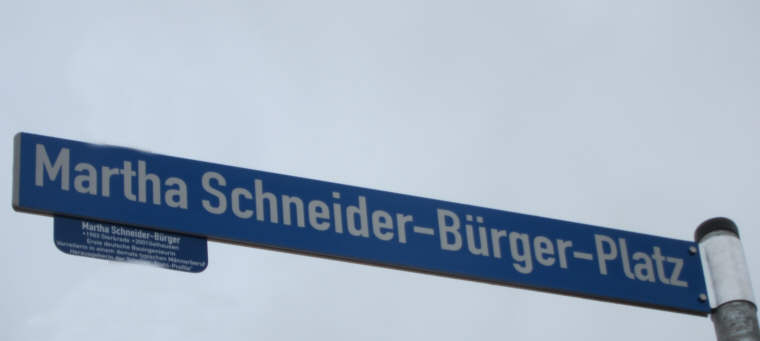
Martha Schneider-Bürger-Platz in Oberhausen-Sterkrade

Martha Schneider-Bürger (* 21. Oktober 1903 in Sterkrade; † 25. September 2001 in Gelnhausen)  war eine deutsche Ingenieurin.

## Leben
Martha Schneider begann nach dem in Düsseldorf abgelegten Abitur im Jahr 1923 ein Studium der Baustatik an der Technischen Hochschule Karlsruhe und wechselte nach dem Vordiplom 1925 an die Technische Hochschule München, wo sie 1927 als erste deutsche Bauingenieurin ihr Studium abschloss. Ihre Berufstätigkeit nahm sie in einem Düsseldorfer Ingenieurbüro auf, bevor sie für zehn Jahre in der „Wirtschaftsvereinigung Stahl; Beratungsstelle für Stahlverwendung“ arbeitete. Nach der Heirat mit dem Ingenieur Max Schneider im Jahr 1938 und der Geburt zweier Kinder ging sie dort weiterhin als Freie Mitarbeiterin ihrem Ingenieurberuf nach. Die letzten 24 Jahre ihres Lebens verbrachte sie in Gelnhausen. 
1930 trat sie dem Verein Deutscher Ingenieure bei. Sie war dort in verschiedenen Gremien tätig, unter anderem im Arbeitskreis „Frauen im Ingenieurberuf“. Weiterhin unterstützte sie ehrenamtlich das Deutsche Institut für Normung in Fragen der Normung des Stahlbaus.
Martha Schneider-Bürger ist dem Fachpublikum vor allem durch ihre Tabellen der Stahlprofile  bekannt geworden. Ihr zuerst 1932 veröffentlichtes Werk Stahlbau-Profile erschien in 23 Auflagen, die sie bis zu ihrem Tode herausgab. Ihre Formelsammlung wurde postum in einer 24. Ausgabe publiziert.
Im Jahr 2011 wurde ein Platz am Technischen Rathaus Oberhausen-Sterkrade nach Martha Schneider-Bürger benannt.

## Veröffentlichungen
- Stahlbau-Profile. 23. Auflage, Verlag Stahleisen, Düsseldorf 2001. ISBN 3-514-00669-5.